# Densidade de área
A densidade de área (também conhecido como densidade de superfície , ou a densidade superficial) de um objeto bidimensional é calculada como a massa por unidade de área . O SI unidade derivada é: quilogramas por metro quadrado (kg · m -2 ).

## Formulação
Ela pode ser calculada como:
{\displaystyle \rho _{A}={\frac {m}{A}}}
ou
{\displaystyle \rho _{A}=\rho \cdot l}
onde
| ρA | = Densidade média da área   |
| m  | = Massa total do objeto     |
| A  | = Área total do objeto      |
| ρ  | = densidade Média           |
| l  | = Espessura média do objeto |